# Chaperiopsis bispinosa
Chaperiopsis bispinosa är en mossdjursart som beskrevs av Gordon 1984. Chaperiopsis bispinosa ingår i släktet Chaperiopsis och familjen Chaperiidae. Inga underarter finns listade i Catalogue of Life.